# Vlad Bilețchi
Vlad Bilețchi (n. 7 septembrie 1994, Chișinău, Republica Moldova) este un activist civic, avocat și politician din Republica Moldova, prominent pentru promovarea unirii cu România.

## Educație
A studiat la Facultatea de Economie (licență 2016) și la Facultatea de Drept (master în drept public), ambele la Universitatea de Stat din Moldova.

## Activitate
A condus campanii de renovare (Pădurea Eroilor, gimnaziul „Dimitrie Cantemir” în Aluatu – Taraclia) și a avut rol activ în marșul unionist de 1 septembrie (Centenar).
A candidat ca independent la alegerile locale din 2019 în satul Aluatu (consilier local), obținând 37 % din voturi.
În 2019 a candidat din partea Partidului Liberal în circumscripția Chișinău nr. 26, fără a fi membru de partid.
În martie 2020 aderă la AUR (România) și devine președinte al filialei sale din R. Moldova; în 2021 candidează la parlamentarele anticipate ca lider al AUR‑Moldova.
Demisionează din funcție în 15 mai 2022; vicepreședintele Boris Volosatîi îi ia locul.

## Controverse
Promovează unirea Moldovei cu România și consideră integrarea în UE posibilă doar în cadrul unui stat unificat.
Criticii îl acuză de discurs naționalist șovinist anti‑UE.